# Johnny Torrio
John "Papa Johnny" Torrio, născut Giovanni Torrio (20 ianuarie 1882 - 16 aprilie 1957), cunoscut și ca "Vulpoiul" și "Imunul", a fost un mafiot italo-american care a contribuit la clădirea imperiului criminal "Chicago Outfit" în anii '20, imperiu care mai târziu a fost preluat de protejatul său, Al Capone. Mai târziu avea să devină consilier neoficial al clanului mafiot Genovese.
1. ↑  John Torrio, Find a Grave, accesat în 9 octombrie 2017
2. ↑  Johnny Torrio, Encyclopædia Britannica Online, accesat în 9 octombrie 2017
3. ↑  Find a Grave